# Stipa himalaica
Stipa himalaica är en gräsart som beskrevs av Roman Julievich Roshevitz. Stipa himalaica ingår i släktet fjädergrässläktet, och familjen gräs. Inga underarter finns listade i Catalogue of Life.